# Castillo de Torremocha (Santorcaz)

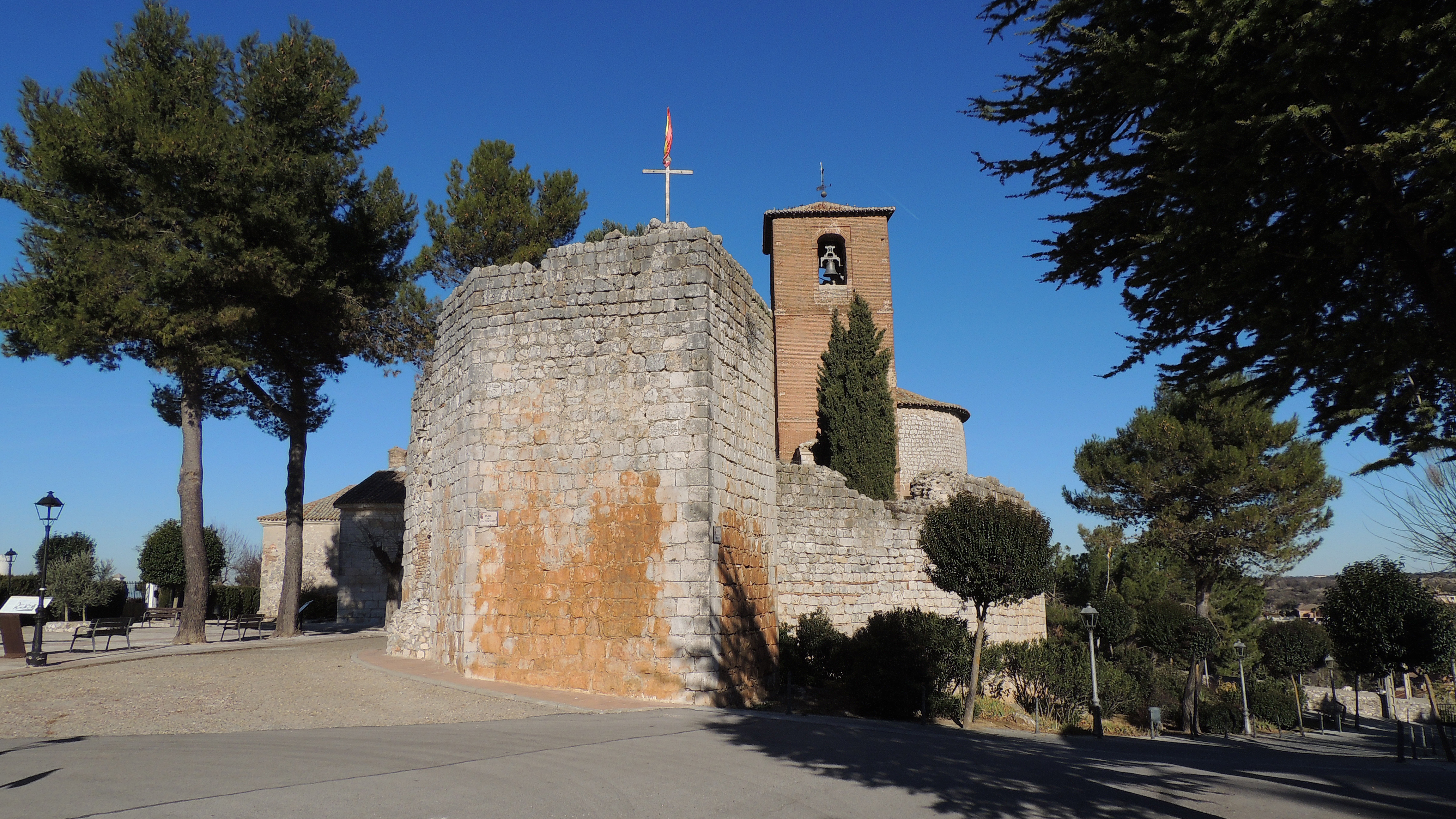
Castillo de Torremocha

El castillo de Torremocha se halla en Santorcaz, municipio situado en la parte oriental de la Comunidad de Madrid (España). También conocido como castillo de Santorcaz, forma parte del conjunto fortificado de la villa, en el que destacan, además del propio castillo, las siete torres defensivas de la muralla y, adosada a esta, la iglesia de San Torcuato, cuyos orígenes se remontan al siglo XIII. A pesar de su carácter religioso, este último edificio presenta un aspecto fortificado.
El castillo de Torremocha se encuentra en estado de ruina progresiva, si bien ha sido objeto de diferentes restauraciones. Su propiedad corresponde al Ayuntamiento de Santorcaz.

## Historia
El castillo de Torremocha fue levantado en el siglo XIV, sobre los cimientos de una edificación anterior, que pudo datar del siglo XII. Cabe suponer que la primitiva construcción cumplía una función de apoyo de la plaza fuerte de Alcalá de Henares, ciudad localizada a unos 14 km de Santorcaz.
El edificio que actualmente se conserva fue mandado construir por el arzobispo Pedro Tenorio. Vinculado desde sus orígenes al poderoso Arzobispado de Toledo, fue reformado y ampliado en varias ocasiones entre los siglos XIV y XV, junto con las torres del recinto amurallado en el que el castillo se integra. De ahí las diferentes facturas que presentan los distintos elementos del conjunto.
En el siglo XV, el castillo abandonó su inicial función defensiva y se convirtió en cárcel de clérigos, en tiempos del arzobispo Alfonso Carrillo de Acuña. El cardenal Cisneros y Ana de Mendoza de la Cerda, princesa de Éboli, han sido algunos de sus prisioneros, así como el Barón de Watteville, que fue encarcelado en él tras un incidente diplomático cuando desempeñaba el cargo de embajador de España en el Reino Unido.
Era su alcaide en 1703, Don Felipe Monje Soria, caballero de Santiago y regidor perpetuo de Guadalajara.

## Características
El edificio es de planta ovalada, si bien esta forma se pierde en la parte meridional, donde el trazado va en línea recta.
El cuerpo principal tiene una longitud que oscila entre los 90 m (de este a oeste) y los 110 m (de norte a sur). El grosor de los muros es de aproximadamente 1,6 m.
La irregularidad de las dimensiones y de la planta obedece a los distintos desniveles de la plataforma sobre la que se asienta el castillo, que se artícula así en planos diferentes.
Aún se mantienen en pie algunas torres defensivas, en diversos ángulos. A pesar de su nombre, el castillo se encuentra actualmente desmochado.